# ألان باتريك (مقاتل)
ألان باتريك (بالبرتغالية: Alan Patrick) هو فنان قتال مختلط برازيلي، ولد في 9 يوليو 1983 في ماناوس في البرازيل.

## وصلات خارجية
- ألان باتريك على موقع يو إف سي (الإنجليزية)
- ألان باتريك على موقع شيردوغ (الإنجليزية)
- ألان باتريك على موقع IMDb (الإنجليزية)